# CECPQ1
CECPQ1 je označení pro algoritmus dohody na klíči, který v roce 2016 nechala společnost Google testovat své uživatele, kteří komunikovali webovým prohlížečem Google Chrome s jejími servery za použití protokolu TLS. Jedná se o implementaci algoritmu New Hope, který by měl odolat útoku kvantovým počítačem a který je v rámci CECPQ1 navíc kombinován se starším a osvědčeným Diffieho-Hellmanovým protokolem s využitím eliptické křivky nad křivkou Curve25519.
Na experiment navázala společnost Google testováním algoritmu CECPQ2.